# Nostra Signora delle Grazie e di Santa Maria Goretti
Nostra Signora delle Grazie e di Santa Maria Goretti är en kyrkobyggnad och mindre basilika i Nettuno, helgad åt Jungfru Maria och den heliga jungfrumartyren Maria Goretti (1890–1902). Kyrkan uppfördes efter ritningar av arkitekten Aristide Leonori. I kryptan vilar Maria Goretti.

## Bilder
| - Den heliga Maria Gorettis sarkofag. |